# Клермон (округ)
Округ Клермон (фр. Arrondissement de Clermont) — округ у Франції, в департаменті Уаза. 2023 року округ об'єднував 146 муніципалітетів, населення становило 130 746 осіб.
Адміністративний центр (супрефектура) — Клермон.

## Муніципалітети
Список муніципалітетів округу та їхні коди INSEE:
1. Аббевіль-Сен-Люсьян (60003)
2. Авреші (60034)
3. Авриньї (60036)
4. Анживілле (60014)
5. Анжикур (60013)
6. Анжі (60015)
7. Ансак (60016)
8. Ансовілле (60017)
9. Аньє (60007)
10. Ардівілле (60299)
11. Баєль-ле-Сок (60040)
12. Базікур (60050)
13. Байваль (60042)
14. Бакуель (60039)
15. Бленкур (60078)
16. Бовуар (60058)
17. Бонвілле (60085)
18. Бонней-лез-О (60082)
19. Брей-ле-Сек (60106)
20. Брей-ле-Вер (60107)
21. Бренвілле-ла-Мотт (60112)
22. Бренуй (60102)
23. Бретей (60104)
24. Бруа (60111)
25. Бюкам (60113)
26. Бюль (60115)
27. Бюрі (60116)
28. Вавіні (60701)
29. Вакмулен (60698)
30. Валескур (60653)
31. Вандей-Каплі (60664)
32. Вель-Перенн (60702)
33. Вердеронн (60669)
34. Віллер-Віконт (60692)
35. Ганн (60268)
36. Годанвілле (60276)
37. Гранвілле-о-Буа (60285)
38. Гуї-ле-Грозеє (60283)
39. Домп'єрр (60201)
40. Домфрон (60200)
41. Ей (60307)
42. Епінез (60210)
43. Ерійон (60008)
44. Еркенвілле (60216)
45. Еркері (60215)
46. Ескеннуа (60221)
47. Ессюй (60222)
48. Етуї (60225)
49. Камбронн-ле-Клермон (60120)
50. Кампремі (60123)
51. Катенуа (60130)
52. Катійон-Фюмешон (60133)
53. Кінкампуа (60522)
54. Клермон (60157)
55. Коффрі (60134)
56. Кревкер-ле-Петі (60179)
57. Крессонсак (60177)
58. Куаврель (60158)
59. Курсель-Епаєль (60168)
60. Кюїньєр (60186)
61. Ла-Ерель (60311)
62. Ла-Невіль-ан-Ез (60454)
63. Ла-Невіль-Руа (60456)
64. Ла-Невіль-Сен-П'єрр (60457)
65. Ла-Рю-Сен-П'єрр (60559)
66. Лабрюєр (60332)
67. Ламекур (60345)
68. Ле-Кенель-Обрі (60520)
69. Ле-Меній-Сен-Фірмен (60399)
70. Ле-Меній-сюр-Бюль (60400)
71. Ле-Плесьє-сюр-Бюль (60497)
72. Ле-Плесьє-сюр-Сен-Жуст (60498)
73. Ле-Плуайрон (60503)
74. Ле-Фрестуа-Во (60262)
75. Леглантьє (60357)
76. Лез-Аже (60006)
77. Леньєвіль (60342)
78. Ліанкур (60360)
79. Ліц (60366)
80. Льєвілле (60364)
81. Мезонсель-Тюїльрі (60377)
82. Мембевіль (60375)
83. Меневілле (60394)
84. Меньєле-Монтіньї (60374)
85. Мері-ла-Батай (60396)
86. Монжерен (60416)
87. Монсо (60406)
88. Монтрей-сюр-Бреш (60425)
89. Монтьє (60418)
90. Монші-Сент-Елуа (60409)
91. Моньєвіль (60404)
92. Морі-Монкрю (60436)
93. Муаєннвіль (60440)
94. Муї (60439)
95. Неї-су-Клермон (60451)
96. Норуа (60466)
97. Нуає-Сен-Мартен (60470)
98. Нуаремон (60465)
99. Нуентель (60464)
100. Нурар-ле-Фран (60468)
101. Онденвіль (60317)
102. Паяр (60486)
103. Пленваль (60495)
104. Пленвіль (60496)
105. Пронлеруа (60515)
106. Пюї-ла-Валле (60518)
107. Равенель (60526)
108. Рантіньї (60524)
109. Рей-сюр-Бреш (60535)
110. Ремекур (60529)
111. Ремерангль (60530)
112. Ріє (60539)
113. Розуа (60547)
114. Роканкур (60544)
115. Руайокур (60556)
116. Рувілле (60553)
117. Рувруа-ле-Мерль (60555)
118. Русселуа (60551)
119. Сасі-ле-Гран (60562)
120. Сасі-ле-Петі (60563)
121. Сен-Жуст-ан-Шоссе (60581)
122. Сен-Мартен-о-Буа (60585)
123. Сен-Мартен-Лонго (60587)
124. Сен-Моренвілле (60564)
125. Сен-Ремі-ан-л'О (60595)
126. Сен-Фелікс (60574)
127. Сент-Андре-Фаривілле (60565)
128. Сент-Езуа (60573)
129. Сент-Обен-су-Еркері (60568)
130. Серевілле (60615)
131. Сернуа (60137)
132. Сінке (60154)
133. Тартіньї (60627)
134. Трико (60643)
135. Труссанкур (60648)
136. Тюрі-су-Клермон (60638)
137. Тьє (60634)
138. Урсель-Мезон (60485)
139. Феррієр (60232)
140. Фіц-Жам (60234)
141. Флеші (60237)
142. Фруассі (60265)
143. Фуєз (60247)
144. Фурніваль (60252)
145. Шепуа (60146)
146. Шуазі-ла-Віктуар (60152)